# Picauta erythraea
Picauta erythraea es una especie de coleóptero de la familia Meloidae.

## Distribución geográfica
Habita en Ghinda (Eritrea).